# Heelys

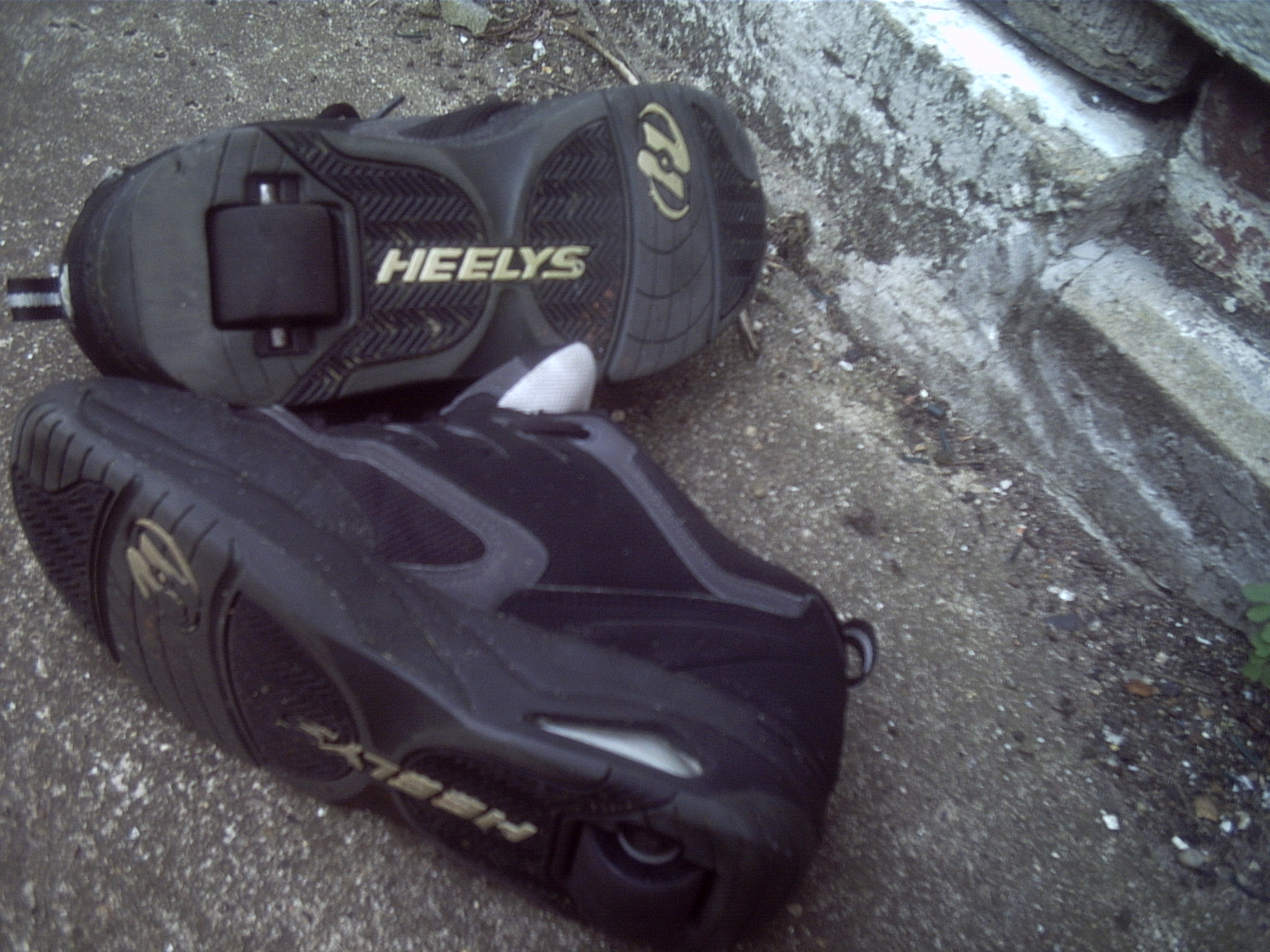
Un paio di Heelys

Gli Heelys sono scarpe munite di ruote con cui, grazie ad un semplice movimento dei piedi, si è in grado di spostarsi come su uno skate o un mezzo simile. Si ha solo una ruota per scarpa, o al massimo due, per cui la disciplina è completamente differente dal pattinaggio.
Ci sono, inoltre, molti tipi di ruote e alcune sono fluo o con disegni.

## Storia
L'idea originale nasce nel 1998 quando Roger Adams, possessore del brevetto Heelys, vede dei bambini giocare con i loro pattini in linea. Il passo successivo è la creazione di un prototipo, ovvero un paio di Nike e delle ruote. Dopo svariate modifiche nascono il primo paio di Heelys.
Introdotto nel dicembre 2000 ad un prezzo di circa 109 dollari. Un anno dopo, vengono registrati incassi che si aggirano attorno ai 32 milioni di dollari. Nell'anno successivo, registrano circa 1,25 milioni di paia vendute. Nello stesso anno, la ditta fa un accordo con la "Soap Shoes", fornendo alcuni modelli particolari di Grind Plate.

## Primi avvistamenti in Italia
La prima vera notizia riguardante le Heelys in Italia si ha a giugno del 2006: il TG5 dedica un servizio alle scarpe e all'incredibile successo riscontrato negli Stati Uniti, in particolare a New York. Poco tempo dopo nasce un sito amatoriale riguardante le scarpe con le ruote, e dopo circa 2 mesi, il sito viene completamente rifatto. Iniziano a uscire i primi rivenditori non ufficiali di Heelys, in attesa di passare ad una vendita gradualmente più regolare.

## Attrezzature
I modelli delle scarpe variano come stile da quelle ginnastica a quelle da skater. L'unica differenza è il fatto che la suola è più spessa di un paio di scarpe normali e che sotto il tallone si trova un'incalanatura in cui incastrare le ruote. Esistono alcuni modelli con due ruote ravvicinate per avere più stabilità, ma generalmente le ruote sono dei cilindri di plastica. Ne esistono di due tipi, con plastica malleabile, più comode per camminare ma più facilmente danneggiabili, e di plastica robusta, praticamente indistruttibili da sassi o altri materiali ma scomode da indossare. Alcuni modelli particolari sono anche dotati di Grind Plate, una speciale plastica auto-refrigerante situata sotto la pianta che permette di scivolare su angoli o tubi.